# Batalha do rio Lico
Batalha do rio Lico ou Batalha de Nicópolis no Lico foi uma batalha travada em 66 a.C. entre as tropas da República Romana, comandadas pelo procônsul Pompeu, e as do Reino do Ponto, lideradas pelo rei Mitrídates VI, no contexto da Terceira Guerra Mitridática. O confronto ocorreu perto de Nicópolis no Lico, às margens do rio Lico, no Reino do Ponto, e resultou numa vitória fácil para os romanos. Mitrídates VI novamente conseguiu fugir e tentou buscar abrigo na corte de seu genro, o rei Tigranes da Armênia.